# Jōkamachi no Dandelion
Jōkamachi no Dandelion (城下町のダンデライオン, Jōkamachi no Danderaion, lit. "O Dente-de-leão do Castelo Cidade") é um mangá yonkoma escrito e ilustrado por Ayumu Kasuga, que começou a serialização na revista Manga Time Kirara Miracle! da editora Houbunsha em junho de 2012. A adaptação para anime produzida pelo estúdio Production IMS, com direção de Noriaki Akitaya, estreou no Japão em 2 de julho de 2015.

## Enredo
O quotidiano dos nove filhos da família real Sakurada, que possuem superpoderes, é constantemente transmitido em todo o país por várias câmaras de vigilância, para que todas as pessoas possa decidir quem deles será seu próximo soberano. Infelizmente, Akane, a terceira irmã que pode manipular a gravidade, é uma garota muito tímida, que fará de tudo para não ser notada.

## Personagens

### Família Sakurada
Akane Sakurada (櫻田 茜, Sakurada Akane)
Voz de: Kana Hanazawa
Aoi Sakurada (櫻田 葵, Sakurada Aoi)
Voz de: Ai Kayano
Shū Sakurada (櫻田 修, Sakurada Shū)
Voz de: Ryohei Kimura
Kanade Sakurada (櫻田 奏, Sakurada Kanade)
Voz de: Kaori Ishihara
Misaki Sakurada (櫻田 岬, Sakurada Misaki)
Voz de: Eriko Matsui
Haruka Sakurada (櫻田 遥, Sakurada Haruka)
Voz de: Ayumu Murase
Hikari Sakurada (櫻田 光, Sakurada Hikari)
Voz de: Yui Ogura
Teru Sakurada (櫻田 輝, Sakurada Teru)
Voz de: Shiori Katsuta
Shiori Sakurada (櫻田 栞, Sakurada Shiori)
Voz de: Aina Suzuki
Sōichirō Sakurada (櫻田 総一郎, Sakurada Sōichirō)
Voz de: Dai Matsumoto
Satsuki Sakurada (櫻田 五月, Sakurada Satsuki)
Voz de: Satsuki Yukino
Borscht (ボルシチ, Borushichi)
Voz de: Shō Hayami

### Outros personagens
Hana Satō (佐藤 花, Satō Hana)
Voz de: Yuka Aisaka
Karen Ayugase (鮎ケ瀬 花蓮, Ayugase Karen)
Voz de: Saori Hayami
Fukushina (福品)
Voz de: Satoshi Nakao
An Shirogane (白銀 杏, Shirogane An)
Voz de: Mao Ichimichi
Sachiko Yonezawa (米澤 紗千子, Yonezawa Sachiko)
Voz de: Sachika Misawa

## Média

### Mangá
A série de mangá yonkoma foi escrita e ilustrada por Ayumu Kasuga. Foi anunciada pela primeira vez em 2012, na edição de junho da revista Manga Time Kirara Miracle! da editora Houbunsha. A Houbunsha publicou o primeiro volume tankōbon em 27 de março de 2013 e lançou dois volumes em 27 de junho de 2014. O terceiro volume será lançado em 27 de agosto de 2015.

#### Volumes
| N.º | Data de lançamento     | ISBN              |
| --- | ---------------------- | ----------------- |
| 1   | 27 de março de 2013    | 978-4-8322-4282-1 |
| 2   | 27 de junho de 2014    | 978-4-8322-4455-9 |
| 3   | 27 de agosto de 2015   | 978-4-8322-4606-5 |
| 4   | 27 de maio de 2017     | 978-4-8322-4817-5 |
| 5   | 25 de outubro de 2019  | 978-4-8322-7129-6 |
| 6   | 26 de novembro de 2021 | 978-4-8322-7322-1 |
| 7   | 27 de abril de 2023    | 978-4-8322-7457-0 |

### Anime
A série adaptada para anime, foi dirigida por Noriaki Akitaya e produzida pelo estúdio Production IMS. O roteiro foi escrito por Reiko Yoshida e os personagens foram desenhados por Shinpei Kobayashi, que também foi o diretor de animação.  O tema de abertura é "Ring Ring Rainbow!!", interpretado pela dupla YuiKaori (Yui Ogura e Kaori Ishihara) e o tema de encerramento é "Honey♥Come!!", interpretado por Yui Ogura. A série de anime estreou no Japão em 2 de julho de 2015 nos canais TBS e CBC, na Sun TV em 3 de julho e na BS-TBS em 11 de julho.  A série é transmitida em streaming na América do Norte pela Funimation e no Reino Unido e na Irlanda pelo Anime Limited e Viewster.

#### Episódios
| # | Título | Exibição original    |
| - | --- | -------------------- |
| 1 | "Os Nove Filhos da Família Sakurada" 「櫻田さんちの9人きょうだい (Sakurada-san-chi no Kyū-nin Kyōdai)」                                                                          | 2 de julho de 2015   |
| 2 | "A Boa Imagem de uma Irmã mais Velha" 「外面のいい姉 (Sotozura no Ii Ane)」 "O Amor não Correspondido de Sato" 「佐藤さんの片想い (Satō-san no Kataomoi)」                       | 9 de julho de 2015   |
| 3 | "Eu Quero Ser Popular" 「人気者になりたいの (Ninkimono ni Naritai no)」 "A Primeira Missão" 「初めてのおつかい (Hajimete no Otsukai)」 "Ídolo" 「アイドル活動 (Aidoru Katsudō)」 | 16 de julho de 2015  |
| 4 | "A Saia Real da Princesa" 「王女のスカート (Ōjo no Sukāto)」 "O Misterioso Presidente do Conselho Estudantil" 「謎の生徒会長 (Nazo no Seito Kaichō)」                            | 23 de julho de 2015  |
| 5 | "Férias de Verão" 「夏のバカンス (Natsu no Bakansu)」 "O Segredo Online" 「隠し事オンライン (Kakushigoto Onrain)」 "Oito Misaki" 「八人岬 (Hachi-nin Misaki)」                   | 30 de julho de 2015  |
| 6 | "A Eleição e Eu" 「選挙とわたし (Senkyo to Watashi)」 "A Irmã mais Velha é Sentimental" 「お姉ちゃんはセンチメンタル (Onee-chan wa Senchimentaru)」                              | 6 de agosto de 2015  |
| 7 | "O Rei Está Preocupado" 「王様は心配性 (Ōsama wa shinpai-sei)」 "O Segredo de Ídolo" 「シークレットアイドル (Shīkurettoaidoru)」                                                 | 13 de agosto de 2015 |
| 8 | "「佐藤さんが悩んでいる (Satō-san ga Nayandeiru)」 "「王様の寄り道 (Ōsama no Yorimichi)」"                                                                                       | 20 de agosto de 2015 |